# Aufstand in Trollness
Aufstand in Trollness (Originaltitel: Edge of Darkness) ist ein US-amerikanischer Kriegsfilm von Lewis Milestone aus dem Jahre 1943. Das Drehbuch basiert auf dem gleichnamigen Roman von William Woods. Premiere hatte der Film am 9. April 1943 in den USA. In Deutschland kam er erst 1977 in der Originalfassung mit deutschen Untertiteln in die Kinos.

## Handlung
Das von den Deutschen besetzte Norwegen im Oktober 1942. Die Besatzung eines deutschen Flugzeuges entdeckt eine norwegische Flagge, die in dem Fischerdorf Trollness weht. Nachforschungen der Deutschen ergeben, dass die Garnison getötet wurde. Der Kommandeur Hauptmann König wird mit einer Kugel im Kopf in seinem Büro entdeckt. Auf den Straßen liegen Leichen, ansonsten ist das Dorf menschenleer. Die einzige lebende Person, die aufgefunden wird, ist augenscheinlich geistesgestört und wird von den deutschen Soldaten schnell exekutiert.
Es folgt eine Rückblende. In Trollness hat sich eine Widerstandsbewegung formiert. Zu den Anführern der Bewegung gehören die Hotelbesitzerin Gerd Bjarnesen, deren Vater von den Deutschen ermordet wurde, Gunnar Brogge, das Oberhaupt der Fischerinnung und Gunnars Verlobte Karen Stensgard, die Tochter von Martin Stensgard, dem Dorfarzt. Gunnar will nach Großbritannien zur dortigen Widerstandsbewegung. Doch bevor er Trollness verlassen kann, überbringt ein verwundeter Mann aus einem Nachbardorf die Nachricht, dass die Briten Waffen an norwegische Widerstandskämpfer liefern wollen, damit diese eine Revolte gegen die deutschen Besatzer starten können.
Am nächsten Tag erfährt Karen, dass ihr Bruder Johann nach Hause kommen wird. Johann ist ein Nazifreund, und Karen bittet ihren Vater, Johann wegzuschicken. Später wird bei einem Treffen der Widerständler in einer Kirche diskutiert, wer aktiv gegen die Deutschen kämpfen will. Pastor Aalesen ist gegen den bewaffneten Kampf, ebenso wie Dr. Stensgard. Doch die übrigen Dorfbewohner befürworten die Aktion. Als die versprochenen Waffen endlich ankommen, warnt Karen die anderen vor Johann. Als die Waffen in ein Versteck gebracht werden, verliert einer der Leute eine britische Blendlaterne. Diese Laterne wird von den deutschen Besatzungssoldaten gefunden. Der alarmierte Hauptmann König konfisziert die Fischerboote in der Hoffnung, die nun arbeitslose Bevölkerung werde ihm den Plan verraten.
Johanns Onkel Kaspar Togersen, Besitzer der Fischkonservenfabrik, fordert seinen Neffen auf, die Verschwörer zu überlisten. Als Johann einen etwas naiven Händler befragt, gibt dieser ihm jedoch falsche Informationen. Die Deutschen erhöhen den Druck auf die Bevölkerung, die von den Briten aufgefordert wurden, erst loszuschlagen, wenn die britische Armee die norwegische Küste erreichen kann. König will das Haus vom Dorflehrer Andresen konfiszieren lassen. Doch Andresen leistet Widerstand und wird von den Soldaten zusammengeschlagen. Als Andresens Haus angezündet wird, können sich die Bewohner nur noch mühsam zurückhalten. Karen wird von einem deutschen Soldaten vergewaltigt. Der rasende Stensgard tötet den Soldaten. König sinnt auf Rache und will die Anführer der Widerstandsbewegung hinrichten lassen. Sie werden gezwungen, ihre eigenen Gräber zu schaufeln. Bevor die Hinrichtung stattfinden kann, kommen die übrigen Bewohner auf den Platz. Der Pastor eröffnet das Feuer auf die deutschen Soldaten. Die Bewohner kämpfen sich bis zum Hafen vor und verladen dort ihre Frauen und Kinder auf Boote, die sie nach Großbritannien bringen sollen. Die Männer stellen sich wieder den Deutschen zum Kampf. Die letzten deutschen Soldaten, unter ihnen der Hauptmann, werden im Hauptquartier belagert. König schreibt eine Notiz, dass alle deutschen Soldaten getötet wurden, und schießt sich dann eine Kugel in den Kopf. Hiermit endet die Rückblende.
Die deutschen Soldaten glauben, dass alle Einwohner und die gesamte Besatzung von Trollness getötet wurde, Hauptmann König sei in Ausübung seines Dienstes „ehrenvoll gefallen“. Zum Zeichen, dass die deutsche Besatzung wiederhergestellt ist, soll die norwegische Flagge über der Kommandantur eingeholt und die deutsche Fahne wieder gehisst werden. Hierbei wird ein Soldat beim Hissen der Flagge von Karen erschossen, die deutsche Flagge sinkt daraufhin nach unten. Karen, Gunnar und die überlebenden Dorfbewohner entscheiden sich, den Widerstand fortzusetzen und ihr Dorf weiter zu verteidigen.

## Kritiken
„Die Handlung tritt zugunsten einer Schilderung der verschiedenen Typen in den Hintergrund. Vom pathetischen Schluß abgesehen dicht und faszinierend inszeniert; ein Beitrag Hollywoods zur psychologischen Kriegsführung.“

„Differenziertes, gut gespieltes Drama“

„Ein aufwändiges und atmosphärisch dicht inszeniertes Kriegsmelodram von Lewis Milestone. Als ein Beitrag Hollywoods zur psychologischen Kriegsführung nimmt die für Hollywood-Produktionen übliche Liebesgeschichte zwischen Errol Flynn und Ann Sheridan nur wenig Raum ein zugunsten einer ungewöhnlich breiten Palette von Figuren, die durchweg genau geschildert werden und jeweils eine bemerkenswerte charakterliche Entwicklung durchleben.“

## Hintergrund
Die Produktion der Warner Bros. wurde in Kalifornien gedreht, unter anderem in Pebble Beach, Calabasas und Monterey.
Für Nancy Coleman war es wie ebenso für Ruth Gordon jeweils die fünfte Kinorolle, für Morris Carnovsky die vierte. Der gebürtige Österreicher Helmut Dantine war ein Nazigegner und saß dafür in einem Konzentrationslager ein. Durch familiäre Beziehungen konnte er 1936 nach Los Angeles ziehen. In seiner Filmkarriere spielte er oft deutsche Soldaten und Nazis. In im Abspann ungenannten Rollen sind der frühere Stummfilmstar Monte Blue sowie der deutsche Flüchtling Lutz Altschul, der ironischerweise einen Nazi-Offizier verkörpert, zu sehen. Unerwähnt blieb sowohl der Auftritt von Peter Van Eyck als deutscher Soldat als auch die Mitarbeit von Raoul Walsh in der Funktion des Regisseurs der Second Unit. Der spätere Regisseur Don Siegel war hier als Set-Monteur beschäftigt.
Während einige der Mitarbeiter erst in ihrer späteren Karriere einen (oder mehrere) Oscar gewinnen konnten, brachte Lawrence W. Butler, der Spezialeffekt-Designer seinen Oscar von 1941 mit. Auch der musikalische Direktor Leo F. Forbstein war oscarprämiert, er gewann seine Statue 1937.